# Tachardiaephagus similis
Tachardiaephagus similis är en stekelart som beskrevs av Prinsloo 1977. Tachardiaephagus similis ingår i släktet Tachardiaephagus och familjen sköldlussteklar. Inga underarter finns listade i Catalogue of Life.